# 罗伯特·迈克尔·怀特
罗伯特·迈克尔·怀特（1924年7月6日—2010年3月17日）是一位美国电气工程师，美国空军飞行员，曾担任X-15試驗機试飞员，1962年获NASA杰出服务奖章。